# Gorogoa
Gorogoa est un jeu vidéo de réflexion développé par Jason Roberts et publié par Annapurna Interactive pour  Microsoft Windows, Nintendo Switch et iOS le 14 décembre 2017.

## Système de jeu
Le système de jeu de Gorogoa est difficile à décrire, bien que très intuitif en pratique. Le joueur se voit présenter quatre images dans une grille et doit les empiler, les combiner et les explorer pour découvrir leurs relations afin d'avancer vers de nouvelles scènes,. Aucune aide textuelle n'est donnée, et le joueur doit déterminer chaque objectif partiel à l'aide d'indications graphiques parfois bien dissimulées.
Le scénario met en jeu la rencontre d'un jeune garçon avec un monstre divin, et les évènements qui en résultent, durant différentes périodes du 20e siècle, pendant la paix, la guerre et la reconstruction, en explorant des thèmes spirituels et religieux,,.

## Développement

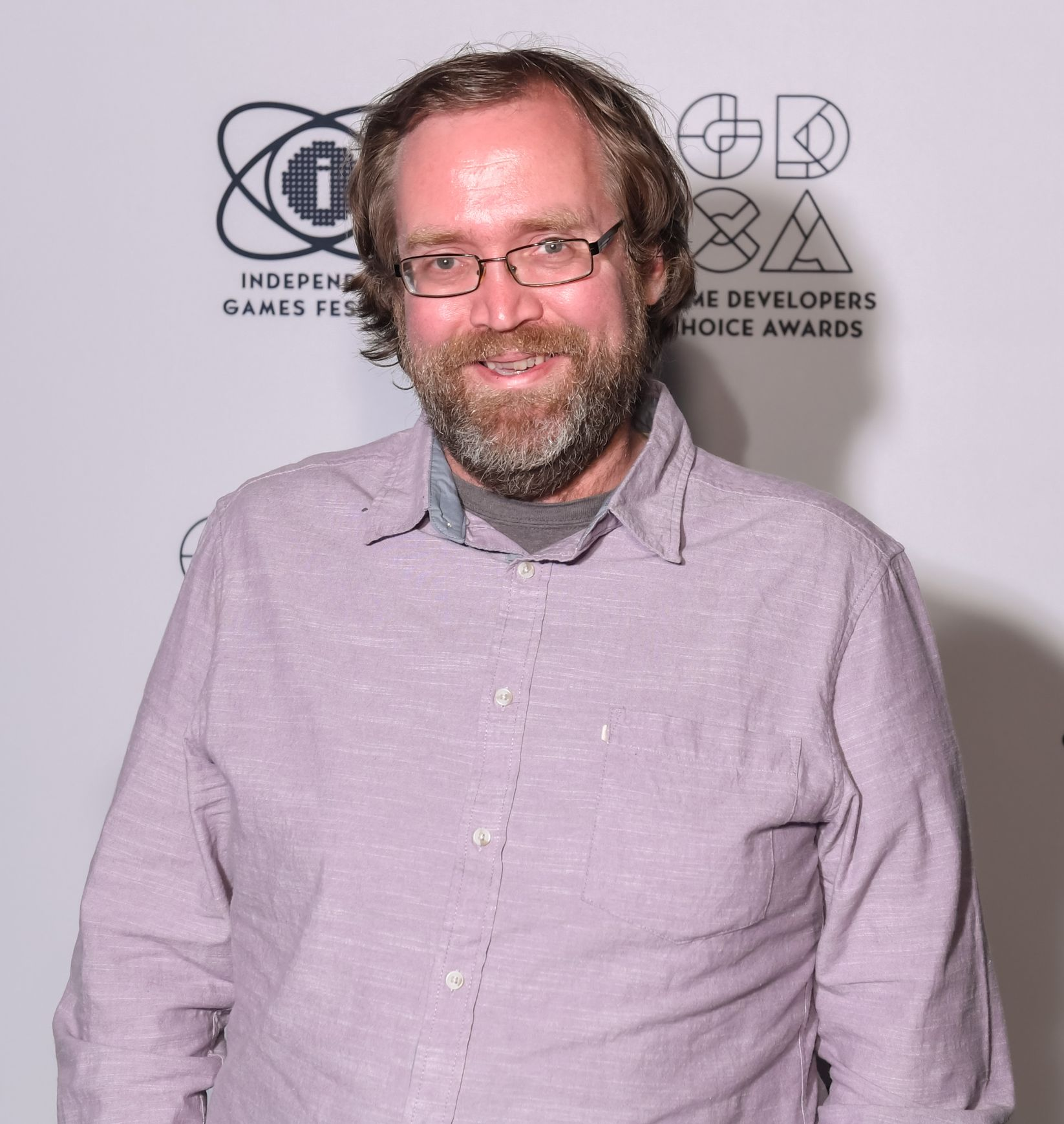
Roberts à la conférence des développeurs de jeu de 2018.

Jason Roberts commença à développer un jeu de cartes inspiré par des comics interactifs, mais trouva ce style trop complexe,. Il essaya ensuite d'écrire un roman graphique, mais à la suite du succès de jeux vidéo indépendants tels que Braid, il se rendit compte qu'il pourrait combiner son amour des arts graphiques et des jeux vidéo interactifs, en dépit de son ignorance des techniques de ces derniers. Il commença à développer Gorogoa en 2011, abandonnant son emploi pour se concentrer sur le jeu,. La sortie était initialement prévue pour  2013, mais Roberts se retrouva à court d'argent au bout de deux ans. Il put s'autofinancer un an de plus grâce à Indie Fund, puis, en décembre 2016, Annapurna Pictures annonça qu'il commencerait à publier des jeux sous l'étiquette Annapurna Interactive, Gorogoa étant l'un de leurs premiers produits,.
Le titre Gorogoa (nom d'une créature qu'il avait imaginé étant jeune) a été choisi car ne correspondant à aucune langue, le jeu étant prévu pour être accessible sans aucune aide textuelle,.
Initialement développé pour un moteur de jeu fait maison écrit par Roberts en Java, Gorogoa fut finalement réécrit pour Unity, afin de pouvoir être distribué sur de multiples plateformes, en particulier sur la Nintendo Switch. Toutes les illustrations ont été dessinées à la main par Roberts. Roberts mentionne David Roberts, Gustave Doré, Christopher Manson et Chris Ware parmi ses sources d'inspiration graphique. La musique d'accompagnement, d'abord confiée à Austin Wintory, fut finalement composée par Joel Corelitz, responsable également de la musique pour le jeu vidéo de  2012 The Unfinished Swan ; elle est obtenue en combinant des thèmes associés aux différents panneaux que le joueur est en train d'examiner.
Une version de démonstration  fut présentée à l'IndieCade de 2012 ; le jeu complet fut publié en décembre 2017,,. Le jeu mit beaucoup plus longtemps que prévu à atteindre sa forme définitive, car Roberts, au fur et à mesure de l'amélioration de ses techniques graphiques, reprenait et complétait les scènes déjà achevées,,.

## Accueil
Avant sa publication, Gorogoa reçut le Visual Design Award à l'IndieCade de 2012 ainsi que le prix d'Excellence in Visual Art  à l'Independent Games Festival de 2014.
Après la sortie de la version définitive, il reçoit un accueil généralement très positif, avec des notes de 84/100 (version PC) et 91/100  (version iOS) sur Metacritic,. Les illustrations, les graphiques et les mécanismes du jeu suscitent des commentaires élogieux ; ainsi, Sam Machkovech, analysant Gorogoa pour Ars Technica, le décrit comme « le plus beau jeu vidéo dessiné à la main jamais créé. ».
Andrew Webster, écrivant pour The Verge, loue le caractère stimulant du design, permettant une progression régulière donnant la satisfaction de résoudre les puzzles sans sentiment d'arbitraire, une opinion partagée par de nombreux testeurs du jeu,,.
D'une durée de deux ou trois heures, il fut parfois trouvé un peu bref, mais plusieurs commentateurs déclarèrent vouloir le rejouer, pour pouvoir mieux percevoir l'histoire et les allusions symboliques.
En septembre 2020, Annapurna Interactive commercialise le jeu au format physique au sein d'une collection de huit titres qui ont fait le succès de la jeune structure d'édition :  Kentucky Route Zero, What Remains of Edith Finch, Outer Wilds, Sayonara Wild Hearts, Telling Lies, Donut County et Wattam.